# Mesochorus atratus
Mesochorus atratus är en stekelart som beskrevs av Dasch 1974. Mesochorus atratus ingår i släktet Mesochorus och familjen brokparasitsteklar. Inga underarter finns listade i Catalogue of Life.